# فرد شیشان
فردریک «فرد» شیشان (فرانسوی: Frédéric "Fred" Chichin‎؛ ‏ تلفظ در فرانسوی: [fʁedeʁik fʁɛd ʃiʃɛ̃]؛ ‏ ۱ مهٔ ۱۹۵۴ – ۲۸ نوامبر ۲۰۰۷) موسیقی‌دان، ترانه‌سرا و خواننده اهل فرانسه بود.
از فیلم‌ها یا برنامه‌های تلویزیونی که وی در آن نقش داشته است، می‌توان به حق خود را بگیر و خانه‌به‌دوش اشاره کرد.